# A volte una bella pensata
A volte una bella pensata è il secondo romanzo dell'autore americano Ken Kesey, uscito negli Stati Uniti nel 1964 e pubblicato per la prima volta in italiano soltanto nel 2021, nella traduzione di Sara Reggiani. Sebbene Qualcuno volò sul nido del cuculo (1962) sia più famoso, molti critici considerano A volte una bella pensata l'opera magna di Kesey.[1] È la storia di una famiglia di taglialegna dell'Oregon, che procurano legname per una segheria locale malgrado l’opposizione dei lavoratori sindacalizzati del loro paese, che sono in sciopero.

Per il titolo del romanzo, Kesey si è ispirato alla canzone "Goodnight, Irene", resa popolare da Lead Belly.
Sometimes I lives in the country

Sometimes I lives in the town

Sometimes I haves a great notion

To jump into the river an’ drown.

(A volte vivo in campagna

A volte vivo in città

A volte mi viene la bella pensata

Di buttarmi nel fiume e annegare)

## Trama
La storia segue le vicissitudini della famiglia Stamper, un ostinato clan di taglialegna che vive nella città costiera di Wakonda, sulla costa dell'Oregon, nei primi anni '60. I taglialegna sindacalizzati di Wakonda sono in sciopero, chiedono la stessa paga per orari di lavoro più brevi, visto il ridotto bisogno di manodopera. Gli Stamper, tuttavia, possiedono e gestiscono una piccola impresa familiare indipendente dai sindacati e decidono di continuare a lavorare, per fornire alla segheria di proprietà dello Stato il legname che i lavoratori avrebbero fornito se non fossero stati in sciopero. Il resto della città è ovviamente indignato.
Questa decisione e le sue conseguenze vengono esaminati insieme alle complesse storie, relazioni e rivalità che legano i membri della famiglia Stamper: Henry Stamper, l'anziano patriarca, il conservatore della famiglia, il cui motto «Mai cedere di un millimetro!" ha definito la natura della famiglia e i suoi rapporti con il resto della città; Hank, il figlio maggiore, le cui volontà instancabile e testardaggine lo rendono un leader naturale, ma le cui sottili insicurezze minacciano la stabilità della famiglia; Leland, il figlio minore di Henry e fratellastro di Hank, che da bambino lasciò Wakonda per andare a studiare sulla costa orientale ma il cui comportamento eccentrico e il desiderio di vendetta contro Hank lo riportarono in Oregon alla morte di sua madre; e Viv, il cui amore per suo marito Hank svanisce quando si rende conto di avere una posizione più che subordinata in casa Stamper.
La stessa casa degli Stamper, che sorge su una sponda isolata del fiume Wakonda Auga, mostra l'ostinazione della famiglia che l’ha costruita. Il livello del fiume si alza lentamente ed erode il terreno circostante – tutte le altre case erette lungo le sue sponde sono state sommerse o distrutte dalle acque, o ricostruite più lontano dalla riva: tutte, tranne casa Stamper, che si ostina a rubare al Wakonda Auga ogni centimetro di terra grazie a un arsenale improvvisato fatto di tavole, sacchi di sabbia, cavi e altri oggetti vari.

## Reazioni di critica e pubblico
In The Electric Kool-Aid Acid Test, Tom Wolfe, che aveva viaggiato con Kesey e i suoi compagni sull'autobus Furthur, notò che le recensioni iniziali del libro variavano ampiamente. Commentando sul Saturday Review in un pezzo del 1964 intitolato "Beatnik in Lumberjack Country", il critico Granville Hicks scrisse: "Nel suo primo romanzo Qualcuno volò sul nido del cuculo, Ken Kesey ha dimostrato di essere un uomo forte, oltre che uno scrittore originale e ambizioso. Tutte queste qualità sono esibite, in misura ancora maggiore, in A volte una bella pensata. In questo libro racconta una storia affascinante in modo affascinante." Sempre sul Saturday Review, John Barkham scrisse: "Un romanziere di insolito talento e immaginazione [...] un racconto enorme e turbolento..." Sull'ex giornale di Wolfe, il New York Herald Tribune, Maurice Dolbier scrisse: "Nel deserto della finzione, questa è una sequoia imponente". Infine, nella sua introduzione all'edizione Penguin, Charles Bowden lo definì "uno dei pochi libri essenziali scritti da un americano nell'ultimo mezzo secolo".[4] Secondo il San Francisco Chronicle, "Aprire questo libro equivale a entrare in un mondo affascinante e folle, popolato da un’affascinante e folle famiglia con un disperato attaccamento alla vita… e poi c’è il grande dono di Kesey per la commedia, la sua scrittura semplicemente sensazionale. Quando descrive le oche del Canada che sorvolano i boschi riesci quasi a vederle; quando descrive l’odore dell’erba e il sapore delle fragole senti, assapori tutto quanto»[9].
Nel 1997 una giuria di scrittori del Pacific Northwest lo mise al primo posto in una lista dei "12 Essential Northwest Works". Un critico disse: "… potrebbe essere il romanzo per antonomasia del Nord-Ovest". Wolfe e altri lo hanno paragonato ad Assalonne, Assalonne! di William Faulkner, sia nella forma che nel contenuto.
In Italia le reazioni alla prima pubblicazione di questo romanzo sono state entusiaste: Il Giornale lo definisce "Un concentrato di America"[10]. Marco Rossari, autore della prefazione, su Tuttolibri parla di A volte una bella pensata come di "un mondo, una lunga recherche sulla fatica che si fa a essere liberi».[11]

## Adattamenti
Nel 1970 dal romanzo fu tratto il film omonimo (Sfida senza paura nella sua versione italiana). Il film fu diretto da Paul Newman, che vi recitò al fianco di Henry Fonda. Venne candidato per due Oscar. Per il passaggio televisivo americano venne reintitolato Never Give An Inch.
Un adattamento teatrale, scritto e diretto da Aaron Posner, è stato presentato in anteprima a Portland, Oregon, al Portland Center Stage il 4 aprile 2008.